# Byttneria lasiophylla
Byttneria lasiophylla är en malvaväxtart som beskrevs av C.L. Cristobal. Byttneria lasiophylla ingår i släktet Byttneria och familjen malvaväxter. Inga underarter finns listade i Catalogue of Life.